# Eleição municipal de Paço do Lumiar em 1996
A eleição municipal de Paço do Lumiar em 1996 ocorreu em 3 de outubro de 1996. O prefeito era Vanderlei Ribeiro do PSD, que terminaria seu mandato em 1 de janeiro de 1997. Amadeu Aroso do PMDB, foi eleito prefeito de Paço do Lumiar pela primeira vez, derrotando o candidato governista Francisco Dias, apoiado pelo grupo de Wanderley Ribeiro.

## Candidatos
|  | Nº | Candidato(a) a prefeito | Candidato(a) a prefeito                                       | Candidato(a) a vice-prefeito | Candidato(a) a vice-prefeito                       | Coligação |
|  | -- | ----------------------- | ------------------------------------------------------------- | ---------------------------- | -------------------------------------------------- | --- |
|  | 11 |                         | Zé Henrique (PPB) José Henrique Sousa da Silva                |                              | n/d                                                | Sem coligação - Partido Progressista Brasileiro (PPB) |
|  | 12 |                         | Mábenes Fonseca (PDT) Manoel Mábenes Cruz da Fonseca          |                              | Núbia Dutra (PT) Neusilene Núbia Feitosa Dutra     | União Progressista - Partido Democrático Trabalhista (PDT) - Partido dos Trabalhadores (PT) - Partido Popular Socialista (PPS) - Partido Comunista do Brasil (PCdoB) - Partido da Solidariedade Nacional (PSN) - Partido Socialista dos Trabalhadores Unificado (PSTU) - Partido Comunista Brasileiro (PCB)                                                             |
|  | 15 |                         | Amadeu Aroso (PMDB) Amadeu da Cunha Santos Aroso Neto         |                              | Flávio Campos (PMDB) Flávio Campos                 | Aliança Renovadora Luminense - Partido do Movimento Democrático Brasileiro (PMDB) - Partido da Frente Liberal (PFL) - Partido Geral dos Trabalhadores (PGT) - Partido Trabalhista do Brasil (PTdoB) - Partido da Reconstrução Nacional (PRN) |
|  | 17 |                         | Raimundo Muniz (PSL) José Raimundo dos Santos Muniz           |                              | n/d                                                | Sem coligação - Partido Social Liberal (PSL) |
|  | 22 |                         | Nonato Ferreira (PL) Raimundo Nonato Ferreira                 |                              | n/d                                                | Sem coligação - Partido Liberal (PL) |
|  | 28 |                         | Clidenor Caldas (PRTB) Clidenor Oliveira Caldas               |                              | n/d                                                | Sem coligação - Partido Renovador Trabalhista Brasileiro (PRTB) |
|  | 33 |                         | Raimundo Rodrigues da Silva (PMN) Raimundo Rodrigues da Silva |                              | n/d                                                | Sem coligação - Partido da Mobilização Nacional (PMN) |
|  | 41 |                         | Francisco Dias (PSD) Francisco Oliveira Dias                  |                              | Josemar Sobreiro (PRONA) Josemar Sobreiro Oliveira | União Democrática Luminense - Partido Social Democrático (PSD) - Partido Trabalhista Brasileiro (PTB) - Partido Social Cristão (PSC) - Partido Social Trabalhista (PST) - Partido de Reedificação da Ordem Nacional (PRONA) - Partido Republicano Progressista (PRP) - Partido dos Aposentados da Nação (PAN) - Partido Verde (PV) - Partido Trabalhista Nacional (PTN) |
|  | 45 |                         | Crescêncio Neto (PSDB) Crescêncio Costa Neto                  |                              | n/d                                                | Sem coligação - Partido da Social Democracia Brasileira (PSDB) |

## Resultado da eleição para prefeito
| 1º Turno 3 de outubro de 1996     | 1º Turno 3 de outubro de 1996 | 1º Turno 3 de outubro de 1996 | 1º Turno 3 de outubro de 1996 |
| Candidato(a)                      | Vice                          | Votação                       | Votação                       |
| Candidato(a)                      | Vice                          | Total                         | Porcentagem                   |
| --------------------------------- | ----------------------------- | ----------------------------- | ----------------------------- |
| Amadeu Aroso (PMDB)               | Flávio Campos (PMDB)          | 6.218                         | 45,88%                        |
| Mábenes Fonseca (PDT)             | Núbia Dutra (PT)              | 3.800                         | 28,04%                        |
| Francisco Dias (PSD)              | Josemar Sobreiro (PRONA)      | 2.104                         | 15,52%                        |
| Crescêncio Neto (PSDB)            | n/d                           | 614                           | 4,53%                         |
| Raimundo Muniz (PSL)              | n/d                           | 394                           | 2,91%                         |
| Clidenor Caldas (PRTB)            | n/d                           | 122                           | 0,90%                         |
| Zé Henrique (PPB)                 | n/d                           | 116                           | 0,86%                         |
| Raimundo Rodrigues da Silva (PMN) | n/d                           | 102                           | 0,75%                         |
| Nonato Ferreira (PL)              | n/d                           | 83                            | 0,61%                         |
| Total de votos válidos            | Total de votos válidos        | 13.553                        | 100,00%                       |
| Votos apurados                    |                               |                               |                               |
| Votos válidos                     | Votos válidos                 | 13.553                        | 88,45%                        |
| Votos em branco                   | Votos em branco               | 703                           | 4,59%                         |
| Votos nulos                       | Votos nulos                   | 1.067                         | 6,96%                         |
| Total de votos apurados           | Total de votos apurados       | 15.323                        | 100,00%                       |
| Eleitores                         |                               |                               |                               |
| Comparecimento                    | Comparecimento                | 15.323                        | n/d                           |
| Abstenções                        | Abstenções                    | n/d                           | n/d                           |
| Total de eleitores                | Total de eleitores            | n/d                           | 100,00%                       |

| Partido | Partido | Candidato                   | Votos  | Votos (%) |
| ------- | ------- | --------------------------- | ------ | --------- |
|         | PMDB    | Amadeu Aroso                | 6 218  | 45,88%    |
|         | PDT     | Mábenes Fonseca             | 3 800  | 28,04%    |
|         | PSD     | Francisco Dias              | 2 104  | 15,52%    |
|         | PSDB    | Crescencio Neto             | 614    | 4,53%     |
|         | PSL     | Raimundo Muniz              | 394    | 2,91%     |
|         | PRTB    | Clidenor Caldas             | 122    | 0,9%      |
|         | PPB     | José Henrique               | 116    | 0,86%     |
|         | PMN     | Raimundo Rodrigues da Silva | 102    | 0,75%     |
|         | PL      | Nonato Ferreira             | 83     | 0,61%     |
| Totais  | Totais  | Totais                      | 13 553 |           |

## Vereadores eleitos
| Candidato(a)          | Partido | Votação | Votação |
| Candidato(a)          | Partido | Total   |         |
| --------------------- | ------- | ------- | ------- |
| Bia Aroso             | PMDB    | 720     |         |
| José Carlos Costa     | PL      | 533     |         |
| Romualdo Borges       | PL      | 506     |         |
| Arnaldo Reis          | PMDB    | 409     |         |
| José Ribamar Coelho   | PMDB    | 379     |         |
| Raimunda Diniz        | PT      | 348     |         |
| Gilberto Aroso        | PFL     | 333     |         |
| Aguinaldo Ferreira    | PMDB    | 318     |         |
| José Vitório Oliveira | PL      | 313     |         |
| Pedro Lima            | PCdoB   | 233     |         |
| Frankvaldo Fonseca    | PPS     | 210     |         |